# SPRY4
SPRY4‏ (Sprouty RTK signaling antagonist 4) هوَ بروتين يُشَفر بواسطة جين SPRY4 في الإنسان.